# Спецназ «Ахмат» (добровольческое формирование)
Спецназ «Ахмат» (Спецназ «Ахмат» имени Героя Российской Федерации А. А. Кадырова) — одно из боевых подразделений кадыровцев, как правило, содержащих в названии имя «Ахмат» в честь Ахмата Кадырова, отца Рамзана Кадырова. Сформирован в марте 2022 года по инициативе Рамзана Кадырова. Комплектуется солдатами преимущественно не из Чечни.
Участвовал, в числе прочих чеченских подразделений, во вторжении России на Украину.
Спецназ с начала войны упоминается в репортажах российских военных блогеров, соцсетях и СМИ, получив ироничное название «тикток-войска». Причиной стало то, что его бойцы не участвовали в боевых действиях, а снимали на уже оккупированных территориях видео, в которых имитировали ожесточённое противостояние с украинскими военными.

## Формирование
После нападения России на Украину Кадыров основал «Республиканский Оперативный Штаб по вопросам СВО», который возглавил Магомед Даудов. Спецназ «Ахмат» (командир Апти Алаудинов) формировался из добровольцев.

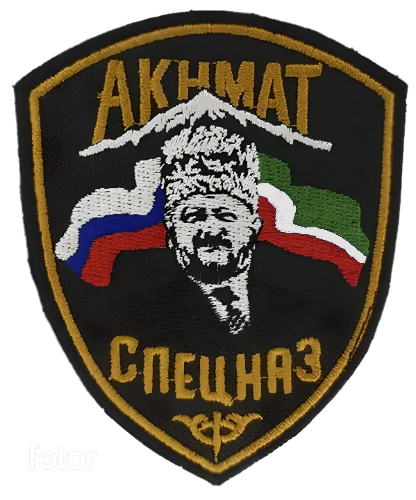
Шеврон спецназа «Ахмат»

Спецназ был создан в марте 2022 года как добровольческое подразделение, состоящее из бойцов, ранее служивших в различных силовых структурах. Первоначально был прикомандирован к донецкому и луганскому ополчению, а затем, когда эти силы вошли в состав МО РФ, также стал относиться к Минобороны. На 80 % сформирован из бойцов, не являющихся этническими чеченцами. В основном его пополняют добровольцами из других регионов России и вербуют их за деньги с помощью агрессивной рекламы. Сам контракт длится 4 месяца, на подготовку перед фронтом отводят несколько дней.
По сообщению ТАСС, с момента начала войны было направлено в ряды спецназа из Чеченской Республики 32 000 бойцов (на октябрь 2023 года), из них 14 000 — добровольцы. По данным Оперативного штаба по вопросам СВО, с момента начала боевых действий РУС было подготовлено и направлено в зону конфликта около 51 400 человек (2024).
В состав спецназа входят отряды и группы:
- Группа «Аида», командир — по одной версии, житель Донецка[7], по другой —подмосковный полицейский Бекхан Юнусов, уволенный из органов и судимый за превышение должностных полномочий[11]. Юнусов является заместителем Алаудинова, его подразделение является одним из самых эффективным подразделений спецназа «Ахмат», в нём служат бывшие вагнеровцы, перешедшие в «Ахмат» ещё при жизни Пригожина[7]. В группе «Аида» служил Роман Алёхин, советник бывшего губернатора Курской области, заявивший о своём увольнении с фронта через 23 дня с тремя наградами за службу (для остальных частей российской армии контракты действуют бессрочно, для спецназа «Ахмат» 4 месяца)[12]. Аид пропагандирует суицид на поле боя вместо сдачи в плен[13].
- Группа «Шрама»
- Отряд «Шустрого», командир 2-й МСБ ТРО спецназа «Ахмат» 4-й бригады Зелимхан Батукаев, позывной «Шустрый», умер (2025)[14][15])
- другие[16].

## Подготовка

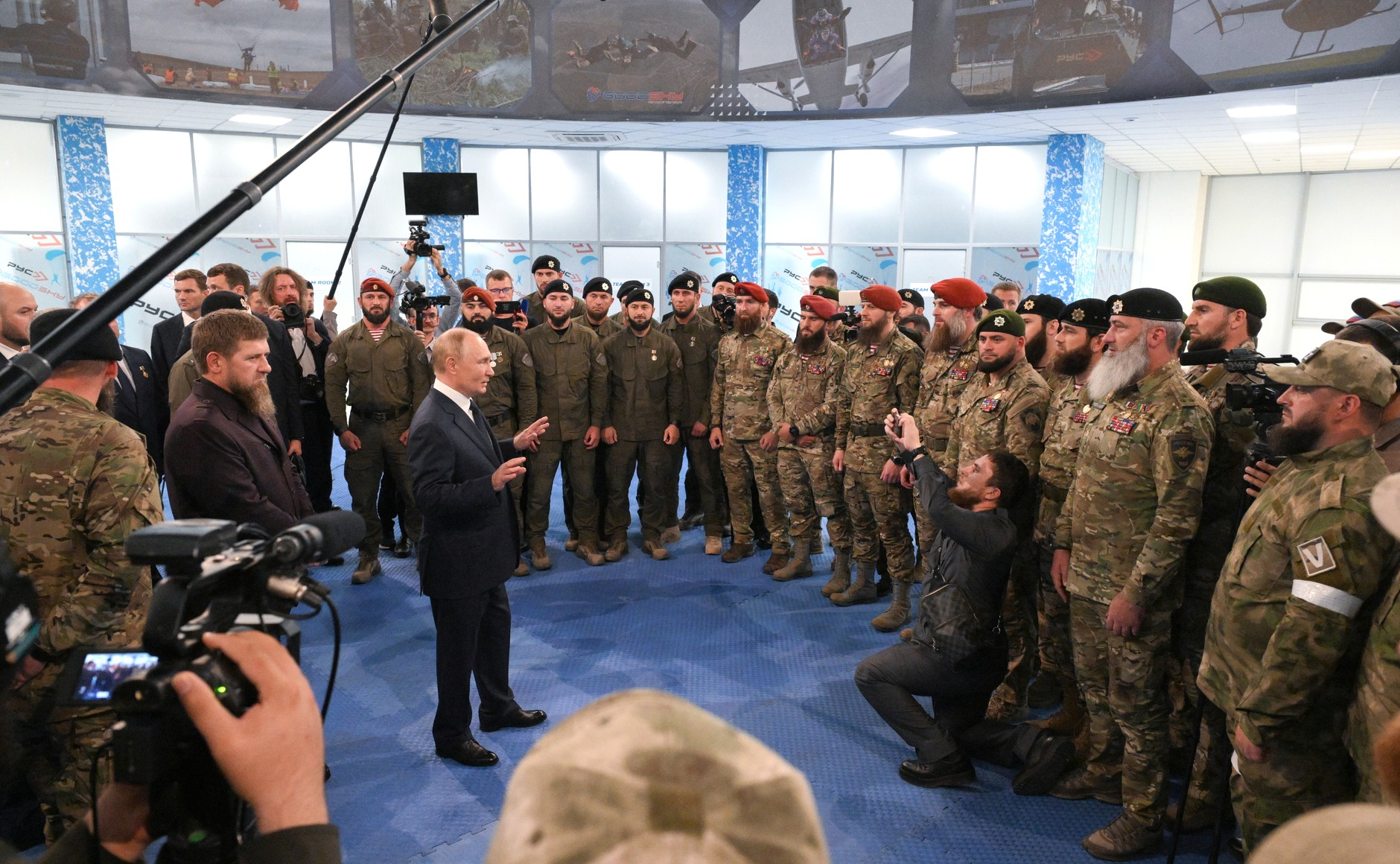
Владимир Путин и Кадыров в ходе визита в РУС в Гудермесе (август 2024)

Одним из центров подготовки добровольцев был Российский университет спецназа (РУС) в Гудермесе .
Декларируемая подготовка включает в себя освоение базовых навыков обращения с огнестрельным оружием, обучение тактическим действиям, действиям в группе, захвате и очистке зданий, а также организации обороны в окопах, обучение операторов БПЛА, обучение тактической медицине. Фактически на подготовку перед фронтом отводят несколько дней.
Все расходы, связанные с переездом, отправкой и обеспечением необходимым обмундированием бойцов, участвующих в действиях на территории Украины, а также личные выплаты, производятся из средств Общественного фонда имени Ахмата Кадырова.
20 августа 2024 году Путин посетил РУС.

## Участие в боевых действиях
С самого начала войны разные добровольческие подразделения использовались как пушечное мясо — их бросали на рискованные штурмы, чтобы сберечь более ценные армейские части. Спецназ принимал участие в боевых действиях на территории подконтрольных России ЛНР и ДНР в 2022 году.

#### Участие в боях за Рубежное и Северодонецк
В мае 2022 года подразделения спецназа «Ахмат» совместно с формированиями Народной милиции ЛНР участвовали в боях за город Рубежное. По утверждениям, действия подразделений «Ахмат» и Народной милиции способствовали продвижению и занятию населенных пунктов Южный и Воеводовка.
В середине июня 2022 года подразделения «Ахмат» участвовали в боях за Метелкино, вблизи Северодонецка, предотвращая возможные фланговые атаки ВСУ. 18 июня было объявлено о взятии Метелкино под контроль. В дальнейшем подразделения «Ахмат» участвовали в боях за Северодонецк, включая бои в Сиротино, Вороново и в районе химкомбината «Азот».

#### Участие в боях за Лисичанск
В начале июля 2022 года подразделения «Ахмат» совместно со 2-м корпусом Народной милиции ЛНР участвовали в боях за Лисичанск (осада Новодружеска). В ходе штурма Лисичанска принимали участие два подразделения из Чеченской Республики: Спецназ «Ахмат» и специальный полк полиции имени Героя России Ахмата-Хаджи Кадырова МВД по ЧР. 6 июля 2022 года было объявлено о взятии Лисичанска под контроль. Лисичанск был одним из последних городов Луганской области, который контролировали ВСУ. За участие в этих боевых действиях Апти Алаудинов стал Героем Российской Федерации.

##### Другие направления
В октябре 2022 года, по сообщениям, подразделения «Ахмат» участвовали в оборонительных действиях в районах Лисичанска, Северска и Яковлевки, совместно с ЧВК Вагнера, в ходе контрнаступления ВСУ.
В конце 2022 года, подразделения спецназа «Ахмат» и 6-го Казачьего полка Народной милиции ЛНР, прорвав обороны ВСУ на юго-восточных подступах к Соледару, установили контроль над заводом «KNAUF» 9 августа.

## 2023 год
В 2023 году подразделения спецназа «Ахмат» продолжали участвовать в боевых действиях на Донецком и Луганском направлениях.

##### Северск и Белогоровка
В январе и феврале 2023 года участвовали в боях за Северск, заняли опорные пункты и участки в населенных пунктах Белогоровка, Берестовое и Веселое. Медиагруппа одного из «спецназов „Ахмат“» сняла видео участия подразделения в штурме отвала мелового карьера Белогоровки в то время, как эта территория не была захвачена российскими силами, хотя Минобороны РФ отчиталось о взятии Белогоровки в мае 2024 года.
8 февраля 2023 года Апти Алаудинов был направлен на лечение в Москву после попытки отравления, но уже через месяц вернулся на Украину.
В апреле 2023 года, группа из пяти бойцов спецназа «Ахмат» провела 120 часов в окружении в районе Белогоровки, но сумела выйти из окружения.

#### Участие в боях за Марьинку
В июне 2023 года подразделение было передислоцировано на новый участок фронта в Донецком направлении, в район города Марьинка, планировалось обеспечить выход к границам ДНР и отодвинуть ВСУ за линию досягаемости артиллерийского обстрела Донецка. Кадыровцами применялись беспилотные летательные аппараты.
Отряд спецназа «Ахмат» выполнил приказ Сергея Шойгу и заключил договор с министерством обороны РФ, ранее создатель ЧВК «Вагнер» Пригожин не подчинился этому приказу.

#### Мятеж ЧВК «Вагнер» и передислокация
24 июня 2023 года, в связи с мятежом ЧВК «Вагнер», подразделения спецназа «Ахмат», были направлены в Ростов-на-Дону, но не продвинулись дальше хутора Большой Лог. 25 июня подразделения получили приказ вернуться на Марьинское направление. «Ахмат» подвергли резкой критике за то, что он так и не вступил в бой с вагнеровцами, так как, по одной из версий, бойцы не смогли зайти в город из-за пробки.
В середине октября 2023 года, из бывших бойцов ЧВК «Вагнер» в составе спецназа «Ахмат» был сформирован отдельный отряд «Камертон» под командованием Александра Кузнецова (позывной «Ратибор»).

## 2024 год

#### Харьковская и Курская области
В начале июня 2024 года, основные силы спецназа «Ахмат» были направлены в приграничный район Харьковской области, для прикрытия Белгородской области и создание «буферной зоны». Группа «Аида» находилась в районе Волчанска в Харьковской области, так как часть подразделений спецназа «Ахмат» ещё в конце мая перебросили из Серебрянического лесничества Луганской области для участия в харьковском наступлении ВС РФ.
В июле 2024 года российский «военкор» Владимир Романов обвинил ахматовцев в том, что они «стоят за срочниками» на границе Белгородской области.
В августе 2024 года, в связи с наступательными действиями ВСУ в Курской области, один из отрядов спецназа «Ахмат» вместе с командиром, были переброшены в этот регион для отражения атаки. Добровольческий «Ахмат» направили на место других «Ахматов», не добровольческих, чтобы сберечь более ценные кадры, такие как батальон «Ахмат-Чечня», созданный Кадыровым исключительно из чеченцев в 2023-м году, это подразделение отправили не на передовую, а в тыл — охранять границу вместе со срочниками. Сразу после прорыва ВСУ в Курской области командиру «Ахмата» пришлось отвечать на обвинения в том, что чеченские подразделения не оказали сопротивления украинским военным на границе. Телеграм-канал «ВЧК-ОГПУ» обвинил военных «Ахмата» в том, что они «разбежались». «Военкор» Юрий Котенок говорил, что украинское наступление отражали пограничники и тероборона, но не бойцы «Ахмата», находившиеся в зоне боев. По словам Алаудинова, украинские военные разминулись с чеченским подразделением, прикрывавшим границу: ВСУ якобы прошли мимо опорных пунктов чеченского подразделения. Сам Алаудинов приехал в Курскую область с одним из отрядов спецназа «Ахмат» к вечеру 7 августа.
С 6 августа 2024 года, на приграничных территориях Курской области велись интенсивные боевые действия. В чатах родственников солдат добровольческого соединения «Ахмат» появились десятки сообщений от родных, ищущих солдат, пропавших в этом регионе. 7 августа в регионе был введен режим чрезвычайной ситуации, которому позднее был присвоен федеральный статус.
Согласно сводке «Медузы» на 14 августа, более чем за неделю боев в Курской области российским войскам так и не удалось остановить наступление ВСУ.
15 августа 2024 года Апти Алаудинов заявил, что ситуация в Курской области находится под контролем.
15 сентября 2024 года, в сети появилась информация о сдавшихся в плен бойцах спецназа «Ахмат», пленные относились к полку «Ахмат-Чечня».

## Критика
28 июля 2022 года были опубликованы видео с истязанием и убийством украинского военнопленного в санатории «Приволье», что вызвало международный резонанс. Совместное расследование интернет-изданий The Insider и Bellingcat установило, что убийцей является тувинец Очур-Суге Монгуш, служивший в добровольческом отряде спецназа «Ахмат».
Подразделение Алаудинова «Ахмат» получило ироничное наименование «тикток-войска», поскольку его бойцы не участвовали в боевых действиях, а снимали на уже оккупированных территориях видео, в которых имитировали ожесточённое противостояние с украинскими военными.
Во время начала боёв в Курской области, по данным военкоров, формирования «Ахмат» которые защищали границу в Курской области бежали со своих позиций, заняв вторую линию в приграничной полосе за срочниками и мобилизованными, позднее Алаудинов заявил что чеченские подразделения не смогли отразить украинское наступление так как они «разминулись» с украинскими военными. На фоне боёв в Курской области, Алаудинов продвигал провластную точку зрения и распространял недостоверную информацию, так он отрицал потери личного состава, взятие подчинённых в плен и продвижение украинских войск, в частности украинский контроль над Суджей. После критики «военкоров» в свой адрес, Алаудинов заявил что «таких чмошников» необходимо как минимум сажать, а максимум — расстреливать. 19 августа 2024 года Апти Алаудинов выпустил обращение в котором критиковал родителей солдат срочной службы: «А зачем вы и ваши дети нужны этой стране?», заявив, что «если умрешь, то попадешь в рай».

## Санкции
В санкционные списки США, ЕС и Украины вошли организации и лица, связанные с Спецназом «Ахмат». Эти меры были приняты в ответ на их поддержку военных действий России в отношении Украины.
- В сентябре 2022 года США наложили санкции на Кадырова и его семью в контексте войны в Украине[70].
- В ноябре 2022 года МВД Польши добавило в санкционный список куратора Спецназа «Ахмат» и Руководителя Оперативного штаба по вопросам проведения СВО, Магомеда Даудова, и командира подразделения, Апти Алаудинова[71].
- В августе 2023 года США ввели санкции против Аймани Кадыровой и РОФ имени Ахмата-Хаджи Кадырова, который занимался финансированием и снабжением бойцов Спезназа «Ахмат»[72].
- В декабре 2023 года указом Владимира Зеленского были введены санкции против командира «Ахмата», Апти Алаудинова[73].